# Scheller (Lindlar)
Scheller ist ein Ort der Gemeinde Lindlar im Oberbergischen Kreis (Nordrhein-Westfalen).

## Lage und Beschreibung
Scheller liegt im Südwesten von Lindlar am Rande einer mit „Mühlenberg“ bezeichneten und 258,8 m Höhe messenden Hügels. Östlich der Ortschaft befindet sich das Gelände des Freilichtmuseums Lindlar. Die Nachbarorte sind Kemmerich, Unterheiligenhoven, Klespe und Berg.

## Geschichte
1534 wird Scheller erstmals in einem Bruderschaftsbuch einer Marienbruderschaft mit der Bezeichnung „Scheller“ genannt. In der Karte Topographische Aufnahme der Rheinlande von 1825 wird der Ort auf umgrenztem Hofraum mit drei Gebäudegrundrissen gezeigt. Die Preußische Uraufnahme von 1840 bezeichnet den Ort mit „Auf Scheller“.